# Csenge Kuczora
Csenge Kuczora (* 26. Januar 2000 in Budapest) ist eine ungarische Handballspielerin.

## Karriere

### Im Verein
Csenge Kuczora spielte zunächst für Vasas SC. Nachdem Vasas 2018 aus der ersten Liga abgestiegen war, wurde sie von Váci NKSE verpflichtet. 2022 und 2023 wurde sie jeweils Torschützenkönigin der Liga. Im Sommer 2024 wechselte sie zum deutschen Erstligisten Thüringer HC. Mit dem Thüringer HC gewann sie im Jahr 2025 die EHF European League.

### In Auswahlmannschaften
Mit der ungarischen Jugend-Nationalmannschaft gewann sie die Gold-Medaille beim Europäischen Olympischen Jugendfestival 2017. Im selben Jahr gewann sie mit Ungarn die Bronze-Medaille bei der U17-Europameisterschaft. 2018 konnte sie die Silber-Medaille bei der U18-Weltmeisterschaft gewinnen. Bei der U19-Europameisterschaft 2019 wurde sie mit der Juniorinnen-Auswahl Europameister und als beste Abwehrspielerin des Turniers ausgezeichnet.
Mit der A-Nationalmannschaft belegte sie bei der Europameisterschaft 2022 und der Weltmeisterschaft 2023 jeweils den 10. Platz. Weiterhin nahm sie mit der ungarischen Auswahl an den Olympischen Spielen 2024 in Paris teil. Bei der Europameisterschaft 2024 gewann sie mit Ungarn die Bronze-Medaille.